# Нерусса (посёлок)
Это статья о посёлке при ж/д платформе 480 км. О посёлке при станции Нерусса см. Нерусса (станция).
Неру́сса — посёлок в Суземском районе Брянской области России. Входит в состае Суземского городского поселения.

## Географическое положение
Расположен на железнодорожной линии Брянск — Суземка, в 8 км к северу от Суземки, при железнодорожной платформе 480 км.
Ближайший населённый пункт — посёлок Чекалин (к северо-западу от Неруссы).

## Происхождение названия
Посёлок получил своё название от протекающей в окрестностях реки Нерусса.
По мнению лингвиста Макса Фасмера, название реки — от не и русло. Лингвист А. И. Соболевский сближал название с названием Руса (первоначальным названием города Старая Русса). Фасмер высказывал сомнение в этой этимологии. Также, по мнению Фасмера, для данного района невероятна балтская этимология,  о которой писал историк М. П. Погодин, а также предположение о связи с этнонимом меря.

## История
До 2005 года посёлок входил в состав Денисовского сельсовета.

## Инфраструктура
Путевое хозяйство Московской железной дороги, двухпутный электрифицированный участок.
Достопримечательности
Братская могила венгерских граждан-участников партизанского движения, погибших в борьбе с фашизмом.

## Транспорт
Автомобильный и железнодорожный транспорт.